# Rik Samaey
Rik Samaey (Oostende, 30 augustus 1960) is een Belgische voormalig basketbalspeler.

## Carrière
Samaey speelde tot zijn zestiende voetbal bij VC Vamos Zandvoorde waarna hij overstapte naar het basketbal nadat hij gescout werd tijdens een sportkamp in Oostende. Samaey startte zijn spelerscarrière in 1977 bij BC Oostende en speelde bij die club tot in 1985. In die periode werd hij in 1979 uitgeroepen tot Belofte van het jaar en volgde vijf landstitels en bekers. Hij was ook vijfmaal Speler van het jaar.
In 1985 maakte hij de overstap naar Racing Mechelen waar hij terecht kwam bij coach Lucien Van Kersschaever. Met Mechelen speelde hij zeven keer kampioen van België en won vijf keer de beker. Hij werd ook nog eens vijfmaal verkozen tot beste speler. Na het faillissement van de club in 1995 maakte hij de overstap met de club naar Racing Basket Antwerpen. Na een blessure werd daar zijn contract na zes maanden ontbonden. Hij speelde nadien nog tot in 1999 in de tweede klasse voor Basket Damme.
Samaey speelde 108 keer voor de Belgische nationale ploeg, met onder meer deelnames aan de Europese kampioenschappen in 1979 in België, en 1993 in Duitsland.
Na zijn actieve spelerscarrière werd Samaey coach van enkele jeugdploegen, waaronder MIBAC (Middelkerke), waar zijn 2 zonen ook actief waren. Hij was ook analist en commentator tijdens basketbalwedstrijden.

## Privéleven
Zijn zoon Bart Samaey speelde meerdere seizoenen in de tweede klasse.

## Erelijst
- Belgisch landskampioen: 1981, 1982, 1983, 1984, 1985, 1987, 1989, 1990, 1991, 1992, 1993, 1994
- Belgisch bekerwinnaar: 1979, 1981, 1982, 1983, 1985, 1986, 1987, 1990, 1993, 1994
- Belofte van het jaar: 1979
- Speler van het jaar: 1981, 1982, 1983, 1984, 1985, 1986, 1987, 1988, 1989, 1994